# Pandemia de COVID-19 en Tocantins
El primer caso de la pandemia de enfermedad por coronavirus en  Tocantins, estado de Brasil, inició el 18 de marzo de 2020. Hay 22.106 casos confirmados y 350 fallecidos.

## Cronología

### Marzo
El 18 de marzo se confirma el primer caso de la COVID-19 en el estado, específicamente en Palmas, capital del estado. Esta es una mujer de 42 años que recientemente regresó de un congreso en Fortaleza.

### Abril
El 15 de abril se registra la primera muerte por la COVID-19 en el estado, también en Palmas. La víctima fue la activista Francisca Romana Sousa Chaves de 47 años con hipertensión que trabajaba en la sección de la lucha hacia la violencia contra la mujer del Departamento Municipal de Salud. El estado fue el último en Brasil en presentar un su primera defunción debido a la COVID-19.

## Registro
Lista de municipios de Tocantins con casos confirmados:
| Posición | Municipios              | N.º casos | N.º muertes |
| -------- | ----------------------- | --------- | ----------- |
| 1        | Araguaína               | 98        | 0           |
| 2        | Palmas                  | 83        | 2           |
| 3        | Gurupi                  | 11        | 0           |
| 4        | São Miguel do Tocantins | 9         | 0           |